# Ноулз, Джордж Беочамп
Джордж Беочамп Ноулз (англ. George Beauchamp Knowles, 1790 — 1862) — британский ботаник и хирург.

## Биография
Джордж Беочамп Ноулз родился в 1790 году.
Ноулз занимался изучением растений семейства Орхидные. Он был профессором в Бирмингемском университете и членом Ботанического общества Британских островов.
Джордж Беочамп Ноулз умер в 1862 году.

## Научная деятельность
Джордж Беочамп Ноулз специализировался на семенных растениях.

## Некоторые публикации
- 1837—1840. Knowles, GB; F Westcott. The Floral Cabinet & Magazine of Exotic Botany. 3 vols.

## Названы в честь Дж. Б. Ноулза
- Knowlesia Hassk., 1866 [syn.  Tradescantia L., 1753]